# Conrad Nagel
Conrad Nagel, född 16 mars 1897 i Keokuk, Iowa, död 24 februari 1970 i New York, var en amerikansk skådespelare. Nagel filmdebuterade 1918 och var särskilt under 1920-talet en populär Hollywoodstjärna. Han medverkade i långt över 100 filmer och gjorde på 1950-talet och 1960-talet även TV-roller. Han verkade även som teaterskådespelare på Broadway åren 1918–1962.
År 1927 var han en av medgrundarna till Amerikanska filmakademien och var även dess ordförande 1932–33. Nagel har förärats med tre stjärnor på Hollywood Walk of Fame. De är för film, TV och radio.

## Filmografi (i urval)
- 1920 – För att begära henne
- 1921 – Dårars paradis
- 1923 – Ett hjärta av guld
- 1924 – Dyrbara fruar
- 1924 – Eleganta syndare
- 1924 – Inför högre rätt
- 1928 – Den mystiska kvinnan
- 1929 – Hollywood-revyn 1930
- 1929 – Kyssen
- 1929 – Dynamit
- 1930 – Mannens moral - och kvinnans
- 1930 – En kvinna kapitulerar
- 1931 – Luftens titaner
- 1933 – Ann Vickers
- 1940 – En försvunnen värld
- 1955 – Morgondagen är vår